# Young and Crazy
Young And Crazy es el álbum debut de la banda inglesa de Glam metal y Power Pop formada en el año 1983, Tigertailz. Es un trabajo de estudio que ofrece muchas buenas canciones y con una muy buena calificación.
- Datos: Q546863